# Sant Mori
Sant Mori település Spanyolországban, Girona tartományban. Sant Mori Palau de Santa Eulàlia, Sant Miquel de Fluvià, Ventalló, Vilopriu, Saus, Vilaür és Garrigàs községekkel határos. Lakosainak száma 163 fő (2024).

## Népesség
A település népessége az elmúlt években az alábbi módon változott:
| Lakosok száma | 98   | 325  | 204  | 199  | 131  | 160  | 180  | 177  | 177  | 163  |
|               | 1717 | 1887 | 1936 | 1960 | 1986 | 2004 | 2009 | 2014 | 2019 | 2024 |